# Šumiacka priehyba
Šumiacka priehyba (ok. 1080 m) – przełęcz w Górach Stolickich na Słowacji. Znajduje się w ich północno-zachodniej części, między szczytami  Čelo (1210 m) i szczytem 1194 m. Rejon przełęczy to niewielka polana. Przez polanę i przełęcz przechodzi główny, czerwono znakowany szlak słowacki (Cesta hrdinov SNP), w dolnej części polany dołącza do niego szlak niebieski.

## Szlaki turystyczne
Muránska Huta – Javorinka – Šumiacka priehyba – Severná lúka – Chata Janka – Slanské sedlo – Harová. Odległość 12,3 km, suma podejść 730 m, suma zejść 78 m, czas przejścia 3,45 h.
  Červená Skala – Dolina Strateník – Šumiacka priehyba. Odległość 7 km, suma podejść 317 m, suma zejść 25, czas przejścia 1,55 h.